# Hårgräsmossa
Hårgräsmossa (Cirriphyllum piliferum) är en bladmossart som beskrevs av Abel Joel Grout 1898. Enligt Catalogue of Life ingår Hårgräsmossa i släktet hårgräsmossor och familjen Brachytheciaceae, men enligt Dyntaxa är tillhörigheten istället släktet hårgräsmossor och familjen Brachytheciaceae. Arten är reproducerande i Sverige. Inga underarter finns listade i Catalogue of Life.

## Bildgalleri

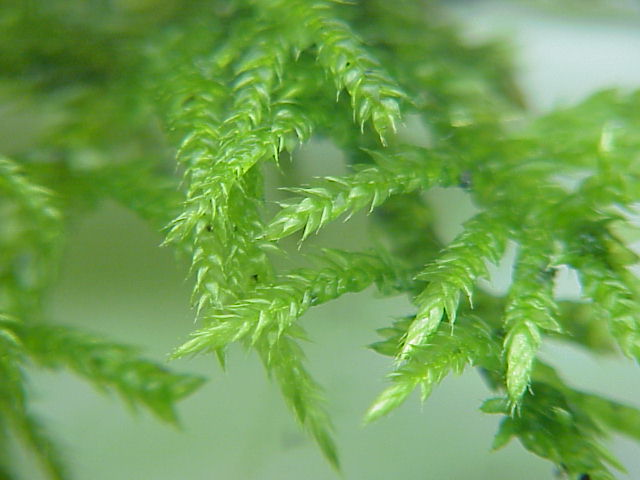
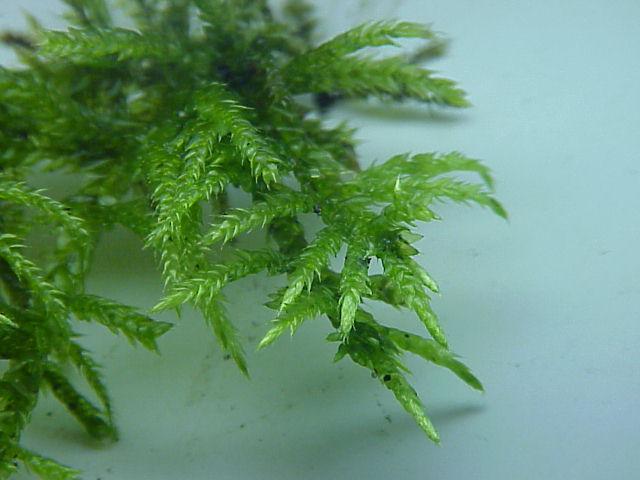
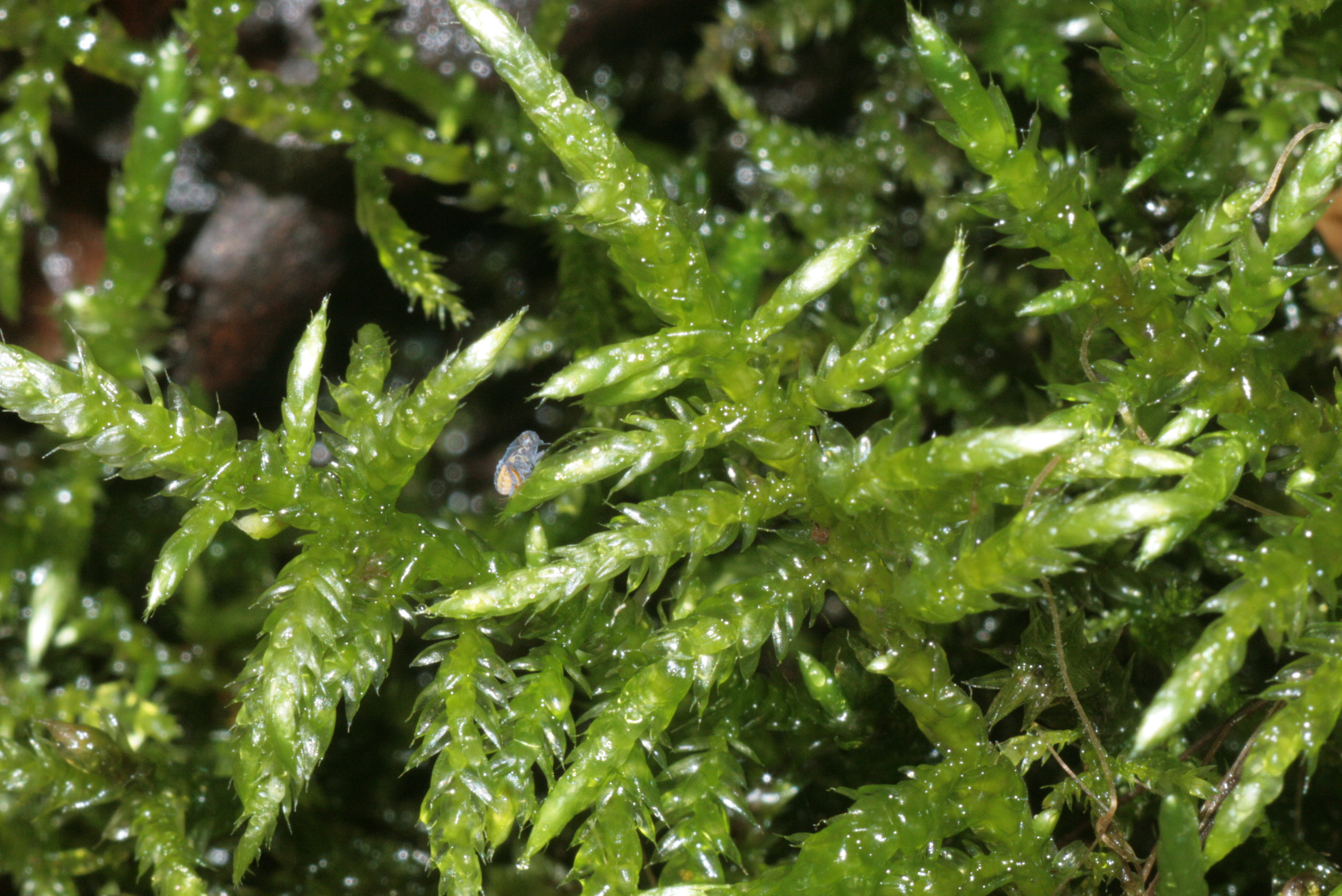
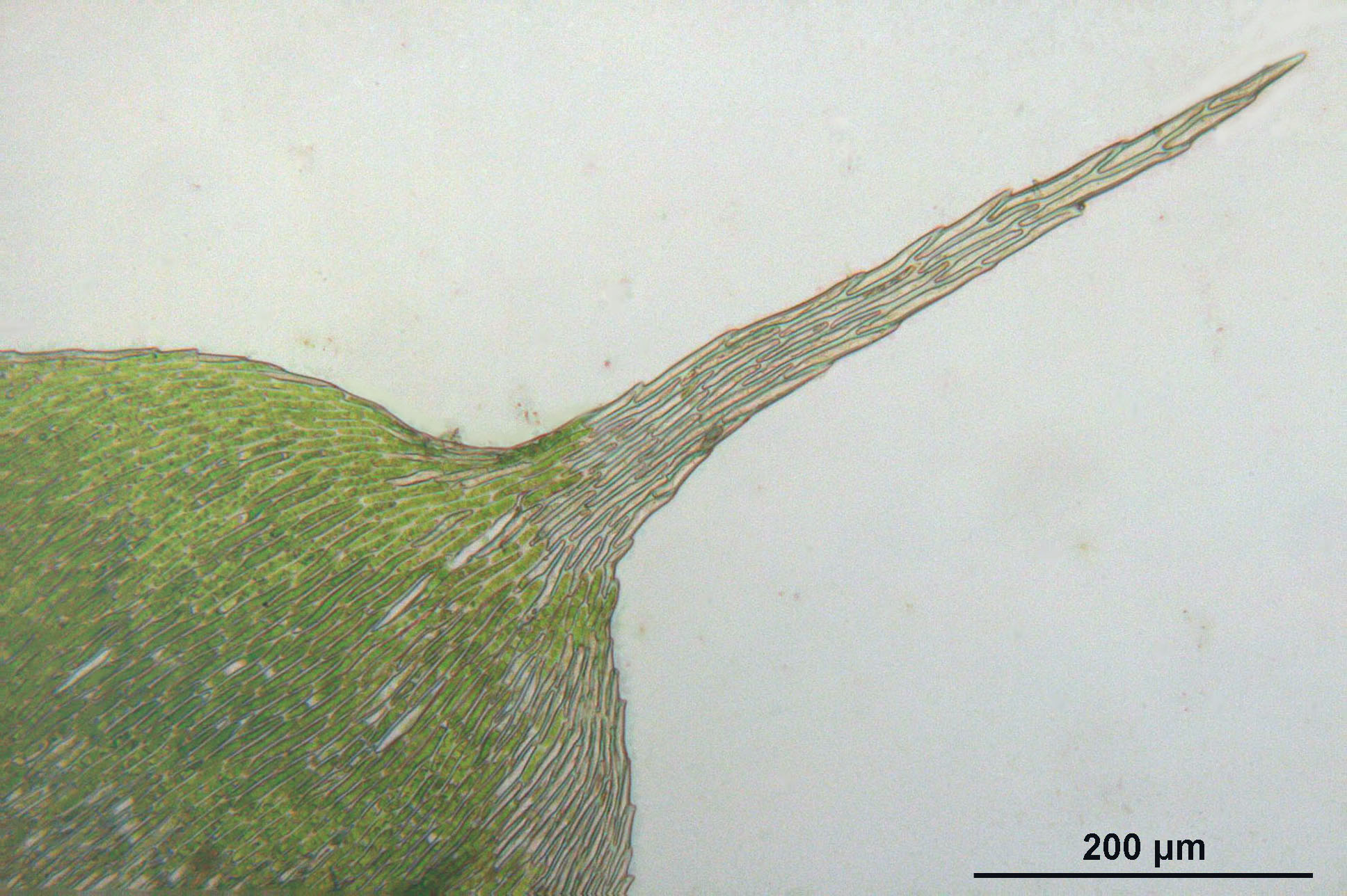
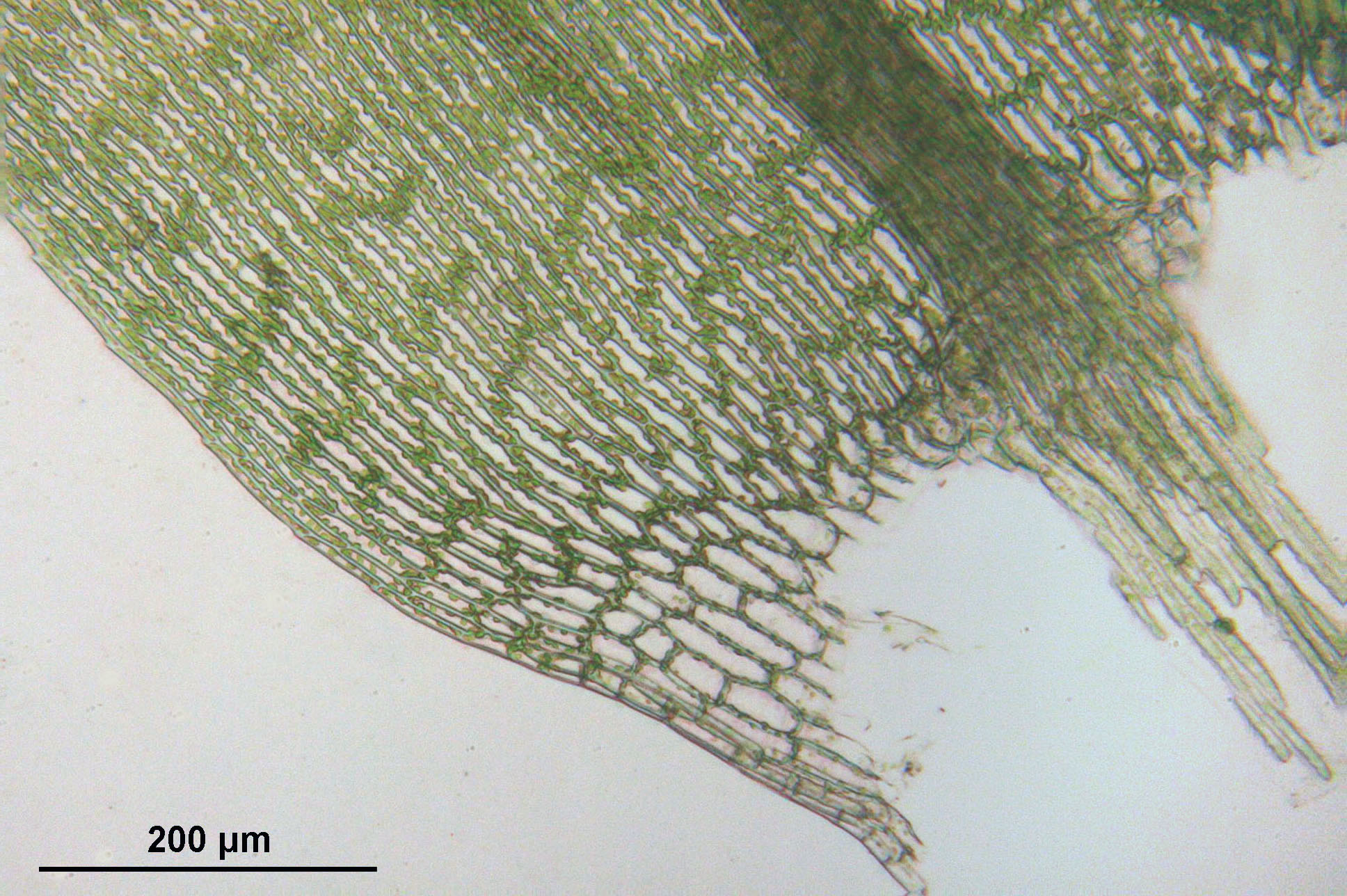